# 한국음악저작권대상
한국음악저작권대상 (KOMCA Music Awards)는 작사가.작곡가.편곡자.음악 창착자에 대한 시상으로 가수 중심 시상식에서 벗어나 음악 창작자에게 상을 주는 시상식이다. 미국의 그래미 어워즈처럼 최고의 권위를 갖춘 시상식으로 발전시켜 음악 저작권에 대한 관심과 한국 K팝의 위상을 높여가고자 2011년부터 개최되는 시상식이다. 2011년 12월 4일, 서울올림픽공원 올림픽 홀에서 한국음악저작권협회의 주최아래 처음 개최되었다.

## 역대 수상자

### 2011년
| 시상 구분      | 수상자                                                               |
| -------------- | -------------------------------------------------------------------- |
| 본상 발라드    | 옴므 /밥만 잘먹더라 /작사 및 작곡 방시혁                             |
| 본상 댄스      | 미스에이 /Bad Girl Good Girl /작사 박진영 /작곡 박진영 , 홍지상      |
| 본상 힙합      | DJ DOC /나 이런 사람이야 /작사 박재상 , 이하늘 /작곡 박재상 , 유건형 |
| 본상 락        | CN Blue /외톨이야 /작사 한성호, 이승민 /작곡 이상호, 김도훈          |
| 본상 트로트    | 박상철 /황진이 /작사 한 솔 /작곡 박현진                              |
| 본상 O.S.T     | 백지영 / 그여자 /작사 원태연 /작곡 전해성                            |
| 본상 국악      | 산도깨비 /작사 및 작곡 조광재                                        |
| 본상 가곡      | 보리밭 /작사 박화목 /작곡 윤용하                                     |
| 본상 동요      | 아빠! 힘내세요 /작사 권연순 /작곡 한수성                             |
| 신인상         | 정엽                                                                 |
| 한류음악상     | 초신성                                                               |
| 싱어송라이터상 | 설운도, 싸이                                                         |
| 공연문화상     | 이승환                                                               |
| 편곡상         | 정경천                                                               |
| 음반제작자상   | 이수만                                                               |
| 공로상         | 손목인                                                               |